# Stephan Bibrowski
Stephan Bibrowski   (Bielsk County, 1890 - Berlín, 1932), conegut artísticament com a Lionel, l'Home Lleó, fou un artista d’origen polonès que patia hipertricosi i que fou presentat amb notable èxit com a fenomen en espectacles de principis del segle XX.

## Biografia
Nascut a prop de Varsòvia l’any 1890 o 1891, Stephan Bibrowski provenia d’una família en la qual tant els seus pares com les seves sis germanes presentaven un aspecte considerat normal. Tanmateix, ell va néixer amb un lanugo llarg, suau i daurat que li cobria tot el cos. En termes físics, podia considerar-se l’equivalent masculí d’un altre cas menys conegut però contemporani: Alice Elizabeth Doherty, coneguda com la “”Noia Llanosa de Minnesota“”. Quan tenia només quatre anys, els seus pares el van entregar a Meyer, un empresari del món de l’espectacle que el va començar a exhibir al Panoptikum de Berlín, un gran recinte d’atraccions situat als afores de la ciutat. L’any 1901, va ser contractat pel Circ Barnum & Bailey per actuar els Estats Units. Allà, es divulgava la versió —més pròpia de la llegenda que del fet científic— que el seu aspecte inusual era conseqüència de l’impacte viscut per la seva mare durant l’embaràs, quan suposadament presencià com un lleó atacava el seu marit, domador de feres.
L’any 1904, Stephan Bibrowski va participar en la gira mundial del circ com a substitut de l’anterior estrella amb hipertricosi, Jo-Jo, l’Home amb cara de gos, recentment traspassat. Durant aquest període, va ser examinat per diversos metges de gran prestigi. En finalitzar el seu contracte amb el circ, va retornar al Panoptikum de Berlín, on havia iniciat la seva trajectòria. Posteriorment, l’any 1910, va ser presentat a la Fira de Primavera de Basilea, on va aconseguir una gran notorietat i acollida per part del públic.
L’any 1923, Stephan Bibrowski va tornar als Estats Units en acceptar una oferta extraordinàriament generosa: 500 dòlars setmanals per residir i exhibir-se a Coney Island. Reconegut per la seva cultura i refinament, dominava diverses llengües i destacava per la seva simpatia i habilitats com a showman, captivant el públic amb la seva conversa amena i demostracions de força. Apassionat per l’esport, presentava una figura atlètica que, combinada amb la seva llarga i acurada cabellera rossa, despertava l’admiració, especialment entre l’audiència femenina. Després d’una carrera brillant, Lionel es retirà a finals de la dècada de 1920 i retornà a Alemanya, on morí d’un infart en un hospital de Berlín l’any 1932.